# Magyar vonatkozású kisbolygók listája
Az alábbi táblázat sorszám szerinti sorrendben tartalmazza a Magyarországon felfedezett, valamint a magyar (vagy magyar származású) kutatók által felfedezett kisbolygókat. Ez a lista tartalmazza a településneveket és más egyéb földrajzi vonatkozású helyeket. A személyekről elnevezett kisbolygókat a Magyar személyekről elnevezett kisbolygók listájában találhatjuk meg.
| név                | ideiglenes név | felfedező(k)                                         | felfedezés dátuma   | felfedezés helye          | névadó                                                                              |
| ------------------ | -------------- | ---------------------------------------------------- | ------------------- | ------------------------- | ----------------------------------------------------------------------------------- |
| 1436 Salonta       | 1936 YA        | Kulin György                                         | 1936. december 11.  | Svábhegy                  | Nagyszalonta, a felfedező szülővárosa                                               |
| 3103 Eger          | 1982 BB        | Lovasi Miklós                                        | 1982. január 20.    | Piszkéstető               | Eger                                                                                |
| 31872 Terkán       | 2000 EL106     | Sárneczky Krisztián, Szabó M. Gyula                  | 2000. március 13.   | Piszkéstető               | Terkán Lajos (1877–1940) csillagász                                                 |
| 53029 Wodetzky     | 1998 WY6       | Sárneczky Krisztián, Kiss László                     | 1998. november 22.  | Piszkéstető               | Wodetzky József (1872–1956) csillagász                                              |
| 68114 Deákferenc   | 2001 AC        | Sárneczky Krisztián, Kiss László                     | 2001. január 1.     | Piszkéstető               | Deák Ferenc a "haza bölcse" emlékére a 21. század harmadik kisbolygója              |
| 82071 Debrecen     | 2000 YA32      | Sárneczky Krisztián, Kiss László                     | 2000. december 31.  | Piszkéstető               | Debrecen (itt található a Kossuth Lajos Tudományegyetem egyetemi csillagvizsgálója) |
| 82092 Kalocsa      | 2001 DV86      | Sárneczky Krisztián, Derekas Aliz                    | 2001. február 27.   | Piszkéstető               | Kalocsa                                                                             |
| 82656 Puskás       | 2001 PQ13      | Sárneczky Krisztián, Szabó M. Gyula, Sziládi Katalin | 2001. augusztus 10. | ?                         | Puskás Ferenc                                                                       |
| 84919 Karinthy     | 2003 VL        | Sárneczky Krisztián, Mészáros Szabolcs               | 2003. november 3.   | Piszkéstető               | Karinthy Frigyes (1887–1938) író, költő, publicista, műfordító                      |
| 91024 Széchenyi    | 1998 DA33      | Sárneczky Krisztián, Kiss László                     | 1998. február 28.   | Piszkéstető               | gróf Széchenyi Istvánról (1791-1860) a Magyar Tudományos Akadémia alapítója         |
| 106869 Irinyi      | 2000 YY31      | Sárneczky Krisztián, Kiss László                     | 2000. december 31.  | Piszkéstető               | Irinyi Jánosról (1817-1895) feltaláló                                               |
| 107052 Aquincum    | 2001 AQ        | Sárneczky Krisztián, Kiss László                     | 2001. január 1.     | Piszkéstető               | Aquincum (nevét az ideiglenes névben lévő AQ után kapta)                            |
| 111468 Alba Regia  | 2001 YD5       | Sárneczky Krisztián, Fűrész Gábor                    | 2001. december 23.  | Piszkéstető               | nevét Székesfehérvár latin nevéről kapta                                            |
| 111594 Ráktanya    | 2002 AX66      | Sárneczky Krisztián, Heiner Zsuzsanna                | 2010. január 11.    | Piszkéstető               | Ráktanya, észlelőhely a Bakonyban                                                   |
| 125071 Lugosi      | 2001 TX242     | Sárneczky Krisztián                                  | 2001. október 8.    | NEAT program              | Lugosi Béla (1883–1956) színész                                                     |
| 126245 Kandókálmán | 2002 AY66      | Sárneczky Krisztián, Heiner Zsuzsanna                | 2002. január 13.    | Piszkéstető               | Kandó Kálmán (1869–1931) (születésének 133. évfordulóján fedezték fel)              |
| 129259 Tapolca     | 2005 QD75      | Sárneczky Krisztián, Szám Dorottya                   | 2005. augusztus 25. | Piszkéstető               | Tapolca (nevét a második felfedező szülőhelyéről kapta)                             |
| 132718 Kemény      | 2002 ON27      | Sárneczky Krisztián                                  | 2002. július 23.    | NEAT program              | Kemény János György (1926-1992) programozó matematikus                              |
| 171429 Hunstead    | 2007 RD5       | Sárneczky Krisztián, Kiss László                     | 2007. szeptember 1. | Siding Spring Observatory | Richard W. Hunstead csillagász                                                      |